# گالواچ
گالواچ (به مجاری: Galvács) روستاییست در شهرستان بورشود-آبااوی-زمپلن در کشور مجارستان. جمعیت این روستا در ۲۰۰۸، ۹۵ نفر اما در ۲۰۰۹، ۹۱ نفر بوده‌است.

## نگارخانه